# Парра (фамилия)
Парра (ивр. גֶּפֶן — «виноградная лоза») — испанская и португальская, а также еврейские фамилия, означающая виноградную лозу или шпалеру, например, перголу. Оно взято из слова, означающего решетку и виноградные лозы, поднятые на ней.
Среди евреев-сефардов эта фамилия является топонимом из города Ла-Парра, Бадахос в Испании, где существовала большая еврейская община до их изгнания из Королевство Кастилия и Леон и Арагонская корона по Альгамбрийскому эдикту в 1492 году.  Многие еврейские потомки с этой фамилией, некоторые из них конверсо, обратились в изгнание в Португалию и Нидерланды, особенно в Амстердам. В Испании прошли многочисленные гиюры, поэтому фамилия присутствует в списках Католической Церкви и Испанской Сватая Инквизиции. Считается, что происхождение фамилии лежит в символике виноградной лозы, что для еврейского народа означает народ Израиля, который растет и размножается. Таким образом, поля лозы назывались "полями роз", потому что Израиль был "мистической розой".
В начале 19 века в городе Буда, в Венгрии, более полтысячи сефардских евреев были занесены в список с фамилией Парра.